# Halowe Mistrzostwa Świata w Lekkoatletyce 1989 – bieg na 200 m mężczyzn

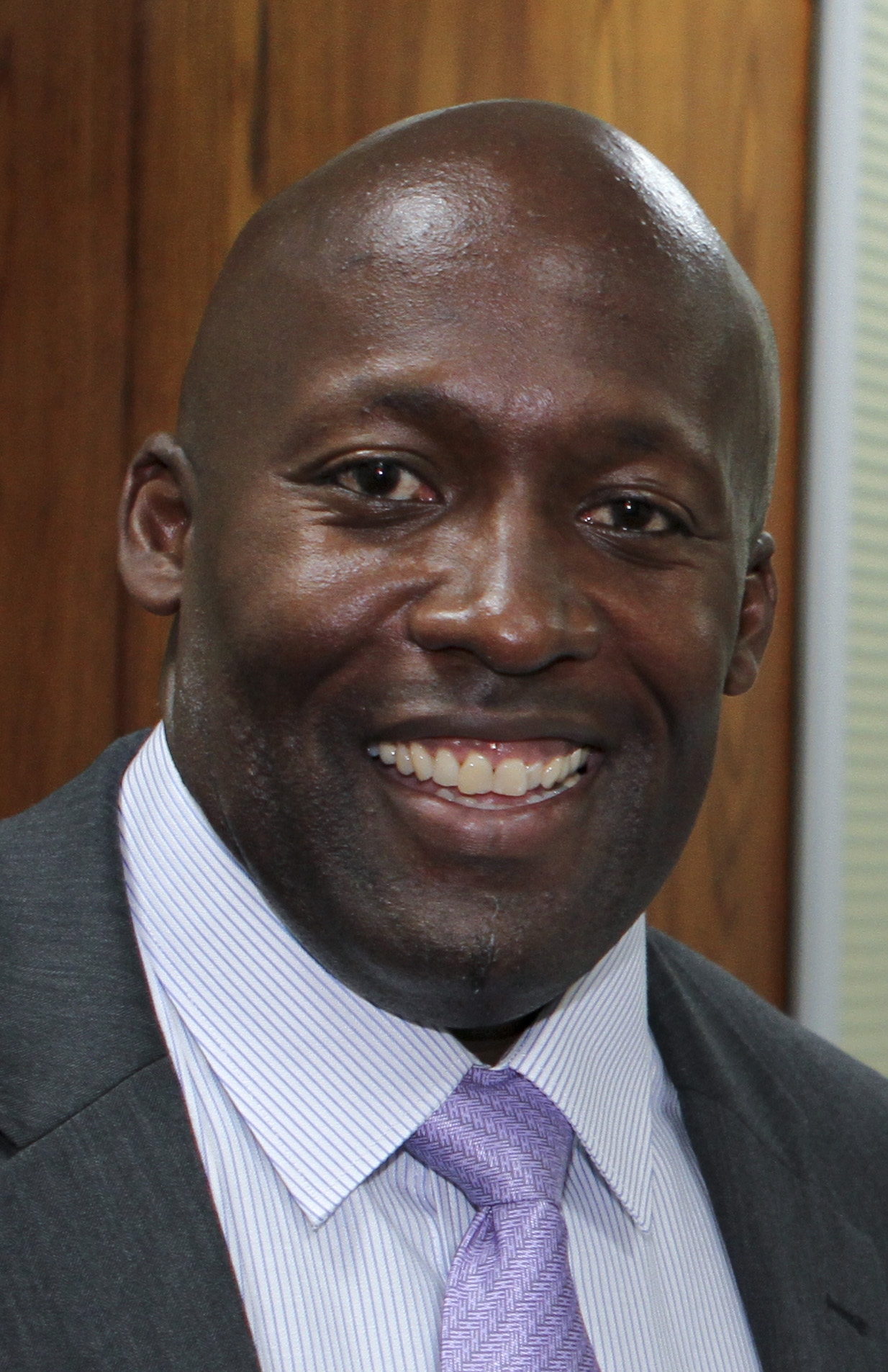
John Regis

Bieg na 200 metrów mężczyzn – jedna z konkurencji biegowych rozgrywanych podczas halowych mistrzostw świata w  hali Sport Csárnok w Budapeszcie. Eliminacje, półfinały i bieg finałowy zostały rozegrane 3 marca 1989. Zwyciężył reprezentant Wielkiej Brytanii John Regis, który w finale ustanowił rekord mistrzostw z czasem 20,54 s.  Tytułu zdobytego dwa lata wcześniej w Indianapolis nie bronił Kirk Baptiste ze Stanów Zjednoczonych.

## Rezultaty

### Eliminacje
Rozegrano 4 biegi eliminacyjne do których przystąpiło 20 biegaczy. Awans do półfinałów wywalczyli zawodnicy, którzy zajęli dwa pierwsze miejsca w swoim biegu eliminacyjnym (Q) oraz czterech zawodników z najlepszymi czasami wśród przegranych (q).
Opracowano na podstawie materiału źródłowego.

#### Bieg 1
| Miejsce | Zawodnik         | Czas  | Uwagi |
| ------- | ---------------- | ----- | ----- |
| 1       | Robson da Silva  | 21,25 | Q     |
| 2       | Nikołaj Antonow  | 21,42 | Q     |
| 3       | Alemayehu Gudeta | 21,90 | q,    |
| 4       | Troy Douglas     | 21,94 | [ 1 ] |
| 5       | Ayhan Bodur      | 22,47 |       |
| 6       | Clinton Bufuku   | 23,25 | [ 1 ] |

#### Bieg 2
| Miejsce | Zawodnik       | Czas  | Uwagi |
| ------- | -------------- | ----- | ----- |
| 1       | John Regis     | 21,17 | Q     |
| 2       | Andrzej Popa   | 21,35 | Q     |
| 3       | Paolo Catalano | 21,48 | q     |
| 4       | Ian Morris     | 22,19 |       |
| –       | Itai Iluz      | DSQ   |       |

#### Bieg 3
| Miejsce | Zawodnik         | Czas  | Uwagi |
| ------- | ---------------- | ----- | ----- |
| 1       | Ade Mafe         | 21,49 | Q     |
| 2       | László Karaffa   | 21,57 | Q     |
| 3       | Luís Cunha       | 21,93 |       |
| 4       | Emmanuel Tuffour | 22,09 |       |
| 5       | Trevor Davis     | 22,90 |       |

#### Bieg 4
| Miejsce | Zawodnik            | Czas  | Uwagi |
| ------- | ------------------- | ----- | ----- |
| 1       | Kevin Little        | 21,22 | Q     |
| 2       | Rob van de Klundert | 21,27 | Q,    |
| 3       | Sandro Floris       | 21,34 | q     |
| 4       | Bruno Marie-Rose    | 21,68 | q     |

### Półfinały
Rozegrano 2 biegi półfinałowe, w których wystartowało 12 biegaczy. Awans do finału dawało zajęcie jednego z trzech pierwszych miejsc w swoim biegu (Q).
Opracowano na podstawie materiału źródłowego.

#### Bieg 1
| Miejsce | Zawodnik            | Czas  | Uwagi |
| ------- | ------------------- | ----- | ----- |
| 1       | John Regis          | 20,81 | Q     |
| 2       | Sandro Floris       | 21,21 | Q     |
| 3       | Rob van de Klundert | 21,36 | Q     |
| 4       | Nikołaj Antonow     | 21,47 |       |
| 5       | László Karaffa      | 21,51 |       |
| –       | Bruno Marie-Rose    | DNS   |       |

#### Bieg 2
| Miejsce | Zawodnik         | Czas  | Uwagi |
| ------- | ---------------- | ----- | ----- |
| 1       | Robson da Silva  | 20,86 | Q     |
| 2       | Ade Mafe         | 21,01 | Q     |
| 3       | Kevin Little     | 21,05 | Q     |
| 4       | Andrzej Popa     | 21,43 |       |
| 5       | Paolo Catalano   | 21,90 |       |
| 6       | Alemayehu Gudeta | 21,90 | =     |

### Finał
Opracowano na podstawie materiału źródłowego.
| Miejsce | Zawodnik            | Czas  | Uwagi |
| ------- | ------------------- | ----- | ----- |
| 1       | John Regis          | 20,54 | [ 5 ] |
| 2       | Ade Mafe            | 20,87 |       |
| 3       | Kevin Little        | 21,12 |       |
| 4       | Sandro Floris       | 21,31 |       |
| 5       | Rob van de Klundert | 21,55 |       |
| –       | Robson da Silva     | DSQ   |       |